# HD ready

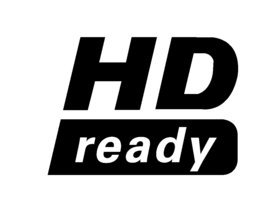
HD ready 標誌

“HD ready”是由欧洲信息、通信和消费电子技术行业协会 (EICTA，现为DIGITALEUROPE) 于2005年推出的一项认证计划。获得“HD ready”认证的设备最低分辨率要求为720p，并且屏幕比例为宽屏。
目前，共有四种不同的高清标识：“HD ready”、“HD TV”、“HD ready 1080p”和“HD TV 1080p”。它们分别代表不同的高清标准和功能，用于帮助消费者区分不同类型的设备。
需要注意的是，在美国，“HD Ready”的定义与欧洲有所不同。在美国，任何能够通过分量视频或数字输入接收并显示720p、1080i或1080p高清信号的显示器，即使没有内置高清调谐器，通常也被称为“HD Ready”。 

## 必備條件
“HD ready” 和 “HD ready 1080p” 标识用于表明显示设备（包括一体式电视机、电脑显示器和投影仪）具备处理和显示高清视频信号的能力。 这些标识的具体要求略有不同。
“HD TV” 标识则适用于集成数字电视机（包含符合“HD ready”要求的显示屏）或独立机顶盒，它们能够接收、解码和输出或显示高清广播。这意味着这些设备必须配备兼容高清广播的数字调谐器 (例如 DVB 调谐器) 以及支持相应视频和音频格式的解码器。
“HD TV 1080p” 标识是针对集成数字电视机的更高标准，要求设备不仅具备“HD ready 1080p”显示屏，还要配备能够接收和处理 1080p 高清信号的数字调谐器和解码器。
要获得 “HD ready 1080p ”或 “HD Ready ”标识，显示设备必须满足以下要求：
| 要求                                                 | HD ready            | HD ready 1080p |
| ---------------------------------------------------- | ------------------- | -------------- |
| 最低原始分辨率                                       | 宽屏比例 720 水平线 | 1920×1080      |
| 模拟 YPbPr HD 输入                                   | 是                  | 是             |
| 数字 HDMI 或 DVI 高清输入                            | 是                  | 是             |
| HDMI 或 DVI 输入支持复制保护 (HDCP)                  | 是                  | 是             |
| 720p HD（1280×720 逐行@50 和 60 Hz）                 | 是                  | 是             |
| 1080i HD（1920×1080 隔行扫描，50 和 60 Hz）          | 是                  | 是             |
| 1080p HD（1920×1080 逐行@24、50 和 60 Hz）           | 否                  | 是             |
| 所接受的视频格式在重现时不会失真                     | 否                  | 是             |
| 显示 1080p 和 1080i 视频，无过度扫描（1:1 像素映射） | 否                  | 是             |
| 以相同或更高的刷新率显示本地视频                     | 否                  | 是             |

## 外部連結
- HD ready official UK website
- EICTA's website

1. ↑  . 2005-03-21  [2025-01-12]. （原始内容存档于2014-11-29） （英国英语）.
2. ↑  DIGITALEUROPE. . www.digitaleurope.org.   [2025-01-12]. （原始内容存档于2012-03-17） （美国英语）.